# National Medical Products Administration

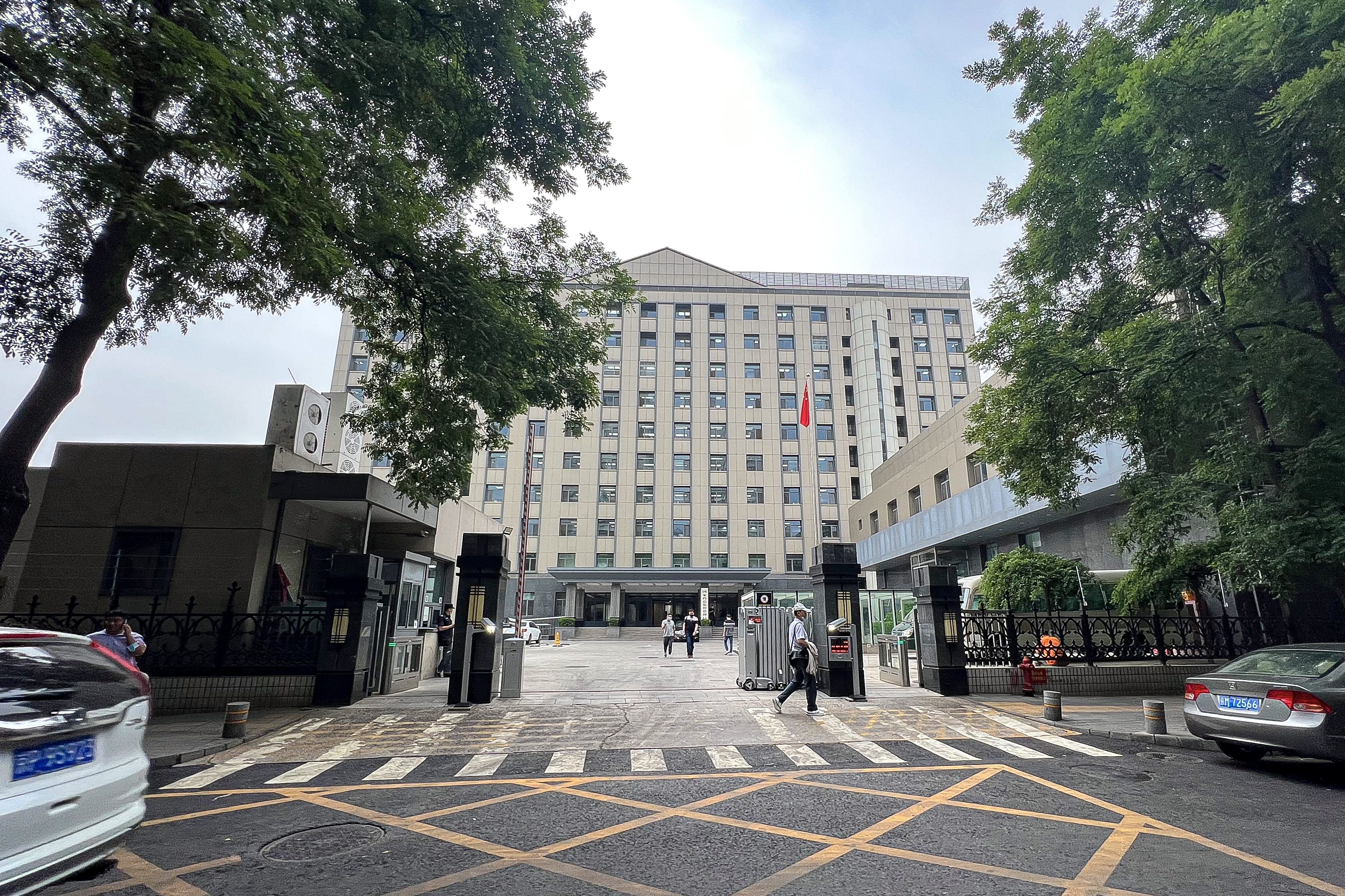
Die NMPA in Beijing, China

Die National Medical Products Administration (NMPA), chinesisch 国家药品监督管理局, vormals China Food and Drug Administration (CFDA), ist eine chinesische Verwaltungsbehörde, die zuständig ist für die Regulierung (Registrierung und Überwachung) von Arzneimitteln, Medizinprodukten und Kosmetika für den chinesischen Markt. 

## Geschichte
Die NMPA  wurde im März 2018 gegründet als eine der neu geschaffenen Superbehörde State Administration for Market Regulation (SAMR) nachgeordnete Behörde. Mit der Schaffung der SAMR wurden die Kompetenzen der früheren Behörden China Food and Drug Administration (CFDA), General Administration of Quality Supervision, Inspection and Quarantine (SAIC) und die General Administration of Quality Supervision, Inspection and Quarantine (AQSIQ) vereint. Das der ehemaligen CFDA übergeordnete Ministry of Health (MoH) wurde in die Nationale Gesundheitskommission (National Health Commission) umstrukturiert.
Zuvor hatte im März 2013 die CFDA nach einer Reorganisation namentlich die China State Food and Drug Administration (SFDA) abgelöst, die im Jahr 2003 wiederum aus der Reorganisation der State Drug Administration (SDA) hervorgegangen war. Die Reorganisationen 2003 und 2013 waren notwendig geworden, da die Behörde immer wieder durch die Annahme von Bestechungsgeldern und durch Korruptionsfälle in Verruf kam und die Medikamentensicherheit in China nicht mehr vollständig gewährleistet werden konnte. In diesem Zusammenhang wurde der damalige Leiter der Behörde, Zheng Xiaoyu, am 10. Juli 2007 wegen Bestechlichkeit zum Tode verurteilt.

## Regularien
Die Regularien bezüglich der Registrierung und Zertifizierung von medizinischen Produkten und Geräten für den chinesischen Markt basieren auf den Richtlinien des Staatsrates (State Council) sowie auf den Vorschriften und Regularien der Behörde selbst. Zudem müssen die ggf. erforderlichen Produkttests auf Basis des nationalen Chinesischen Standards (chin.: Guobiao, GB) durchgeführt werden bzw. einem Industrie Standard (YY) entsprechen.
Medizinische Geräte und andere medizinische Produkte fallen unter die Zertifizierungspflicht. Die Produktkataloge und Kategorielisten können online eingesehen werden, sind jedoch sehr unspezifisch und teilweise nur auf Chinesisch verfügbar. Auch die für die Antragstellung erforderlichen Formulare werden teilweise nicht in englischer Sprache bereitgestellt. Des Weiteren unterliegen einige Produkte auch der CCC Zertifizierungspflicht. Für manche Produktgruppen wurde diese Pflicht im Mai 2013 jedoch revidiert.
Mit der Umstrukturierung zur NMPA im Jahr 2018 hat sich wenig geändert aus Sicht ausländischer Unternehmen, die mit chinesischen CROs zusammenarbeiten möchten. Neu ist, dass der  Antragprozess für die Medizinproduktzertifizierung vollständig in elektronischer Form durchgeführt werden kann.
Neue Regularien, etwa das neue „Revised Drug Administration Law“ oder das neue Impfstoffgesetz „Vaccines Administration Law“, die zum 1. Dezember 2019 in Kraft traten, sollen das Vertrauen in den heimischen Arzneimittelmarkt erhöhen und durch höhere persönliche Haftung der Mitarbeiter Gesetzesverstöße unterbinden helfen.
Ebenfalls neue Regularien wurden im Bereich der Genehmigung von "Non-Special" Kosmetik erlassen.
Der Prozess der Klassifizierung und Zertifizierung von Medizinprodukten bei der NMPA basiert, wie die europäische Medizinprodukte-Verordnung, auf der Einstufung des Produkts in eine von drei Risikoklassen.